# Mănăstire, Alba
Mănăstire este un sat în comuna Lupșa din județul Alba, Transilvania, România.

 Acest articol despre o localitate din județul Alba este deocamdată un ciot. Puteți ajuta Wikipedia prin completarea lui.